# Kantáros asztrild
A kantáros asztrild (Estrilda rhodopyga) a madarak osztályának a verébalakúak (Passeriformes) rendjébe, ezen belül a díszpintyfélék (Estrildidae) családjába tartozó faj.

## Rendszerezése
A fajt Carl Jakob Sundevall svéd zoológus írta le 1850-ben.

## Alfajai
- Estrilda rhodopyga rhodopyga – (Sundevall, 1850) – Délkelet-Szudán, Észak-Etiópia
- Estrilda rhodopyga centralis – (Kothe, 1911)- Dél-Etiópia, Uganda, Kenya, Dél-Szomália, Észak-Tanzánia

## Előfordulása
Afrika keleti részén, Burundi, Dél-Szudán, Dzsibuti, Eritrea, Etiópia, Kenya, a Kongói Demokratikus Köztársaság, Malawi, Mozambik, Ruanda, Szomália, Szudán, Tanzánia, Uganda és Zambia területén honos, kóborlásai során eljut Egyiptomba is.  			
Természetes élőhelyei a szubtrópusi vagy trópusi száraz erdők, gyepek, szavannák és cserjések, valamint szántóföldek és legelők. Állandó, nem vonuló faj.

## Megjelenése
Átlagos testhossza 11 centiméter. A nemek majdnem teljesen azonos színűek. 
Felül barna, finom keresztsávokkal. A felső farkfedők vörösek. A kantár és a szemcsík vörös. A fejoldal és a torok fehér. A mell és a has halvány sárgásbarna színű, finom sötétebb keresztsávokkal. Az alsó farkfedők a hímen barnásfeketék, a tojón szürkésbarna színűek.
A láb és a szem barna, a csőr fekete, az alsó csőrkáva tövénél és oldalain vörös.

## Szaporodása
Fészkét gyakran fűcsomó közé alacsonyan (50–60 cm) rakja. A hímek párzási idő alatt a saját fajtársaikkal mémileg agresszívek. A tojó 4-6 fehér tojást rak, amelyekből 12 nap múlva kelnek ki a fiókák. A fiatal madarak 16-17 napig maradnak a fészekben. A költés alatt zavaráskor könnyen elhagyja a fészkét, de amint a veszély elmúlik visszatér oda.

## Természetvédelmi helyzete
Az elterjedési területe nagyon nagy, egyedszáma pedig stabil. A Természetvédelmi Világszövetség Vörös listáján nem fenyegetett fajként szerepel.